# ドコモCS東海
株式会社ドコモCS東海（ドコモシーエスとうかい）は、株式会社NTTドコモ100％出資による機能分担会社であり、ドコモグループの中核会社の一つである。

## 会社概要
2014年7月1日に、主に技術系業務を行ってきたドコモエンジニアリング東海株式会社が、営業系業務を行ってきたドコモサービス東海株式会社を吸収合併し、現在の商号に変更した。
携帯電話の販売・法人営業・通信ネットワークの建設保守・コールセンター運営・ドコモショップ運営などNTTドコモの東海地方におけるオペレーション業務を一括で担っている。

## 事業目的
1. 電気通信事業
2. 電気通信事業に係わる通信機器及びその周辺機器等売買・賃貸、料金回収代行、故障修理等に関する業務、及びそれらに関する各種支援業務
3. 電気通信事業に係わる通信機器及びその周辺機器等の取付、試験・整備、流通・回収等に関する業務
4. 電気通信設備の設計、開発、工事、建設、保守・運営及び電波法に基づく点検等に関する業務
5. 電気通信システム、情報処理システム及びソフトウェアの企画、開発、製造、販売及び賃貸並びに工事の請負及び保守の受託業務
6. 各種情報提供サービスに関する業務
7. 各種イベントの企画、運営、立案及び制作に関する業務
8. テレマーケティングに関する業務
9. クレジットカード業・電子マネー等に関する業務
10. 損害保険代理店業務及び生命保険の募集に関する業務
11. 販売促進用商品、ノベルティ、衣料品、カタログ販売及びその他物品販売に関する業務
12. 総務・厚生・管財・監査・人事給与・経理業務等、各種一般事務処理に関する業務
13. 古物営業法による古物商
14. 電気通信施設の建設に係わる請負、設計、施工及び保守管理
15. その他商業全般
16. 前各号に関する調査、企画、研究、開発、研修及びコンサルティングに関する業務
17. その他前各号に附帯又は関連する一切の業務

## 営業エリア
- 愛知県
- 岐阜県
- 三重県
- 静岡県

## 事業所
本社
- アーバンネット名古屋ビル（愛知県名古屋市東区東桜一丁目1番10号）

その他の事業所
- NTTドコモ名古屋ビル（愛知県名古屋市東区泉一丁目13番23号）
- ドコモ岐阜ビル（岐阜県岐阜市香蘭一丁目2番地）
- アスト津ビル（三重県津市羽所町700）
- ドコモ静岡ビル（静岡県静岡市葵区東静岡一丁目3番43号）
- （東海四県下に、ドコモショップを4店舗展開）

## 沿革
- 1993年9月9日 - ドコモエンジニアリング東海株式会社として愛知県名古屋市に設立。主にNTTドコモの電気通信設備の開発、設計、施工、保守、修理及び販売を事業としていた。
- 2011年7月1日 - ドコモモバイル東海株式会社を吸収合併。
- 2012年4月1日 - イー・エンジニアリング東海株式会社を吸収合併。
- 2014年7月1日 - ドコモサービス東海株式会社を吸収合併し、商号を株式会社ドコモCS東海に変更。

## 関連会社
- (株) NTTドコモ（完全親会社）　東京都千代田区
- (株) ドコモCS　東京都港区
- (株) ドコモCS北海道　北海道札幌市
- (株) ドコモCS東北　宮城県仙台市
- (株) ドコモCS北陸　石川県金沢市
- (株) ドコモCS関西　大阪府大阪市
- (株) ドコモCS中国　広島県広島市
- (株) ドコモCS四国　香川県高松市
- (株) ドコモCS九州　福岡県福岡市